# Cistatina
Le cistatine sono una famiglia di proteine capaci di inibire le cistein proteasi.